# Ľudovít Hlaváč
Ľudovít Hlaváč (1. dubna 1921, Lúčnica nad Žitavou – 18. února 2007, Bratislava) byl slovenský teoretik výtvarného umění, spisovatel a publicista, především v oblasti fotografie. Je známý svými publikacemi zaměřenými na dějiny fotografie, jako jsou například Dejiny fotografie (1987), Dejiny slovenskej fotografie (1988) a Svetlo vo tmách (1993).

## Životopis
Narodil se 1. dubna 1921 v Lúčnici nad Žitavou v okrese Nitra a zemřel 18. února 2007 v Bratislavě. Byl autorem monografií o osobnostech slovenské fotografie a dalších publikací souvisejících s jeho osobním vztahem k vývoji fotografie. Jeho práce se zaměřovala na dějiny fotografie a byla oceněna za svou kvalitu. Ľudovít Hlaváč je známý svým přínosem v oblasti teorie výtvarného umění a jako přední osobnost slovenské fotografie. Jeho knihy a publikace přispěly k lepšímu porozumění a hodnocení slovenské fotografie a jejího vývoje. Jeho práce je stále respektována a studována v oblasti umění a fotografie.

## Publikace
- HLAVÁČ, Ľudovít, 1987. Dejiny fotografie. Martin: Osveta. (slovensky)
- HLAVÁČ, Ľudovít. Dejiny slovenské fotografie. Martin: Osveta, 1988. (slovensky)
- Svetlo vo tmách (1993)